# Pheidole strator
Pheidole strator är en myrart som beskrevs av Auguste-Henri Forel 1910. Pheidole strator ingår i släktet Pheidole och familjen myror.

## Underarter
Arten delas in i följande underarter:
- P. s. fugax
- P. s. strator
- P. s. tabida